# Galeria Nacional de Belas Artes da Jordânia
A Galeria Nacional de Belas Artes da Jordânia é um importante museu de arte contemporânea edificado na cidade de Amã, na Jordânia. A inauguração oficial da Galeria Nacional de Belas Artes da Jordânia (JNGFA) deu-se graças ao patrocínio de sua majestade o rei Hussein e da sua majestade a rainha Noor Al Hussein. O museu foi fundado em 1980 pela Real Sociedade de Belas Artes. A colecção permanente do museu é composta por mais de 2000 obras que incluem pinturas, gravuras, esculturas, fotografias, instalações, tecidos e cerâmicas de mais de 800 artistas de 59 países, principalmente da Ásia e da África.

## Colecções
A colecção permanente do museu inclui obras de artistas de "Argélia, Arménia, Austrália, Barém, Dinamarca, Egito, França, Gana, Índia, Indonésia, Irão, Iraque, Itália, Japão, Jordânia, Kabardino Balkaria, Kuwait, Quirguistão, Líbano, Malásia, Malta, Mongólia, Holanda, Nigéria, Omã, Paquistão, Palestina, Papua-Nova Guiné, Peru, Filipinas, Catar, Arábia Saudita, Líbia, Marrocos, Senegal, Espanha, Sudão, Suíça, Síria, Taiwan, Tajiquistão, Tailândia, Tunísia, Turquia, Turcomenistão, Emirados Árabes Unidos, Reino Unido, Estados Unidos, Usbequistão, Iêmen e antiga República da Jugoslávia".

## Instalações do museu
A renovação e expansão do edifício do museu sob o arquitecto Mohamed al-Asad recebeu o Prêmio Aga Khan para Arquitectura em 2007 

## Setenta anos de arte jordana contemporânea
Sob o patrocínio da Rainha Rania Al Abdullah, da Real Sociedade de Belas Artes (RSOFA) organizou a exposição maior na arte jordana e organizou uma exposição de arte intitulada "70 anos de arte contemporânea da Jordânia" em 21 de maio de 2013. O evento contou com mais de 200 obras criadas por 195 artistas de diferentes gerações jordanas e incluiu pinturas, escultura, vídeo arte, fotografia, artes gráficas, cerâmica e instalações, oferecendo aos espectadores uma ampla gama de criatividade por artistas.
Com uma documentação histórica do património artístico jordano ao longo dos anos, a exposição mostra os esforços feitos pela Galeria Nacional de Belas Artes da Jordânia para compilar uma representação visual completa da rica história da Jordânia em arte visual. Esta exposição é a maior da Jordânia até à data, reflectindo efectivamente o papel da galeria como patrono das artes e como fonte de referência para aqueles que desejam aprender mais sobre artistas jordanos.
As obras expostas também serão apresentadas em um catálogo que documenta informações biográficas sobre seus criadores. O livro também inclui uma história cronológica do movimento artístico jordano em suas diversas fases, reflectindo o papel desempenhado pela Galeria Nacional de Belas Artes na Jordânia como promotor das artes. A exposição foi aberta ao público por um período de três meses.

## Visita
A Galeria Nacional de Belas Artes da Jordânia lançou o projeto "Museu do Turismo" sob o patrocínio da Princesa Rajwa Bint Ali, Presidente da Real Sociedade de Belas Artes, na segunda-feira dia 18 de maio de 2009, por ocasião do Dia Internacional dos Museus. Este projecto pioneiro visava aumentar a consciencialização cultural nas artes visuais e artes e para introduzir o movimento artístico na Jordânia e no mundo árabe em colaboração com diferentes povos e províncias do reino. A Galeria Nacional de Belas Artes na Jordânia acredita na importância de divulgar e introduzir o movimento artístico para aqueles que vivem em áreas remotas do país.

Foi lançado pela primeira vez na escola secundária Al Yazedieh para meninas na província de sal na segunda-feira dia 18 de maio de 2009. O projecto inclui uma exposição de obras de arte originais da colecção permanente da galeria, workshops e conferências com artistas e académicos especializados.